# جرائم فرنسا في الجزائر
جرائم فرنسا في الجزائر هي تلك التجاوزات والجرائم المرتكبة من قبل الجيش الفرنسي والحكومة الفرنسية خلال فترة استعمار الجزائر من قبل فرنسا ومنذ دخول فرنسا الجزائر سنة 1830م. خاض الجيش الاستعماري الفرنسي حرباً شرسة ضد الشعب الجزائري واغلب تلك الانتهاكات ترقى إلى مستوى جرائم حرب.
تسعى الجزائر منذ استقلالها إلى إحصاء كل الجرائم المرتكبة (قتل، اغتصاب، سرقة، تدمير ممتلكات وطمس للهوية) في حق الجزائريين إبان الاستعمار في مختلف محافظات الجزائر من 1830 إلى غاية 1962. ومن بين الجرائم الاستعمارية المرتكبة من قبل فرنسا في حق الجزائريين هناك أحداث الـ مجازر 8 مايو 1945 ومجزرة الـ 8 فبراير في محطة المترو شارون بباريس ومراكز الاحتجاز والتجارب النووية في الصحراء وعمليات الاغتصاب.

## سياسة الأرض المحروقة
كرد فعل قمعي ومعاكس لانتشار هذه المقاومات قامت فرنسا بمحاولات عدة لصد هذا التمرد المنتشر في صفوف مداشر الشعب الجزائري ولم ترى حلا أفضل من إبادة هذه الشعوب المساندة لزعماء هذه الحركات التمردية والمساندة لهم بمختلف وسائل الدعم على غرار القائد بومعزة المدعو الشريف محمد بن عبد الله المحرك الفعلي لانتفاضة الغرب في جبال الونشريس وضواحيها حيث كبدت حركته المقاومة خسائر فادحة داخل جيش العدو الفرنسي الأمر الذي جعله مطلوبا هو وكل من سانده لذا تلقى الجيش الفرنسي أوامر مباشرة من الجنرال توماس روبير بيجو بتخلص من كل العقبات التي كان من بينها عقبة احتضان الشعوب لهؤلاء الزعماء والتستر عليهم وتزوييدهم بالاكل والشرب حيث بعث خمس قوافل عسكرية إلى المنطقة لتوزع عند وصولها عبر مختلف مناطق جبال الظهرة لمحاصرتها، خاصة تلك المناطق التي امتدت إليها نار المقاومة ولإنجاح خطته جند بيجو خمسة قوافل عسكرية ضخمة للقضاء على مقاومة بومعزة ونظيراتها من المقاومات، من بينها القافلة التي قادها الكولونيل “بيليسييه” المتكونة من جيش جرار قوامه 4000 جندي والتي خرجت من ثكنة ” أورليان فيل” (الشلف حاليا).

## أبرز جرائم فرنسا في الجزائر

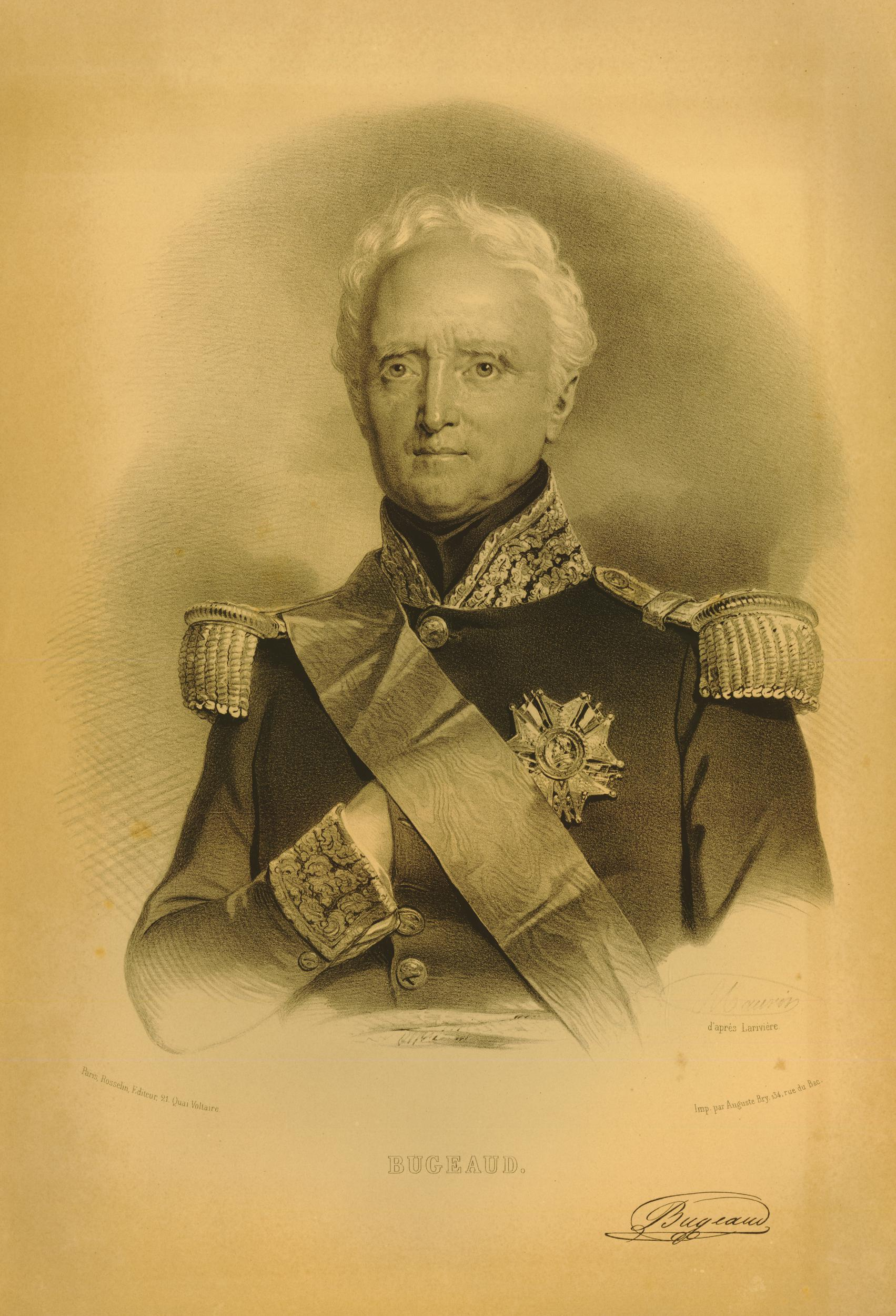
الماريشال بيجو - صاحب الأرض المحروقة و تدخين الأهالي

### مجزرة قبيلة العوفية 1832
قام العقيد ماكسيميليان جوزيف شوينبيرغ بمجازر كثيرة منها مجزرة قبيلة العوفية من 6 إلى 10 أفريل قرب.كما حدثت مجزرة عرش بن ناصر قرب مدينة شرشال والظهرة قرب الشلف.

### محرقة الأغواط 1852

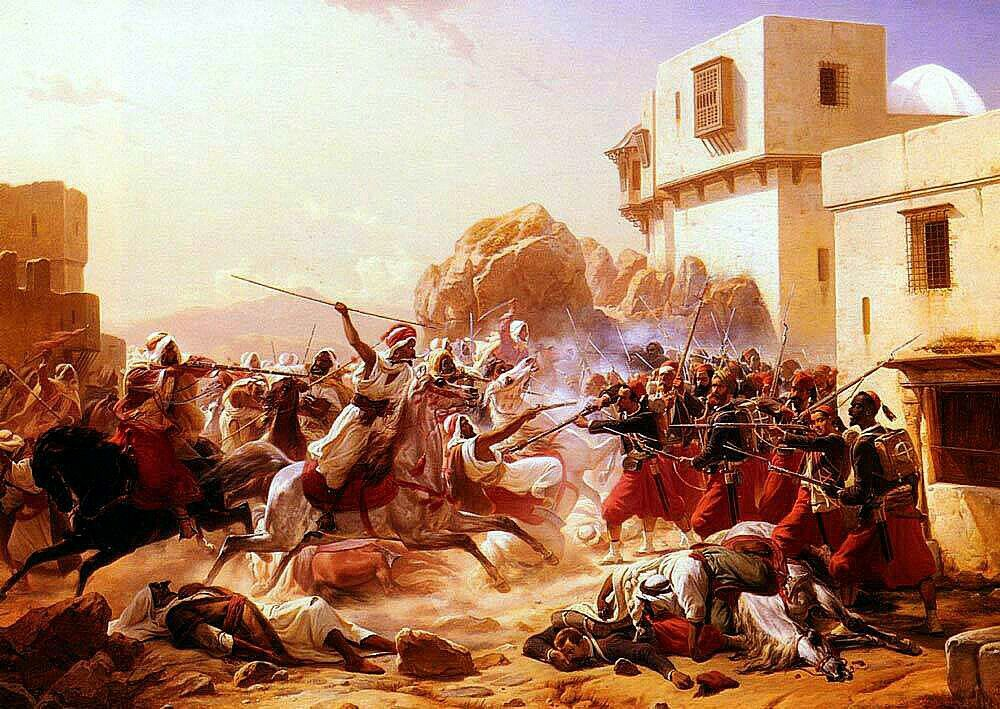
معركة الأغواط

هي جريمة أخرى اشد فتكا من سابقاتها حيث استعملت فيها مواد كيماوية محرمة دوليا وكان ذلك الرابع من شهر ديسمبر من سنة 1852 بولاية الأغواط، وخلفت ورائها استشهاد ثلثي سكانها، بما يقارب 2500 شهيدا من أصل 3500 ساكن، ومن ضحاياها أطفال ورضع تم وضعهم في أكياس وحرقهم أحياءً وهم مخدرين بمادة” الكلوروفورم “الغازية السامة، وحملت هذه الجريمة التي سميت بعام “الخلية” أو “الشكاير”.
حيث قام الجنرال وجوسيف برايسي، بإنذار سكان الاغواط بتسليم المدينة قبل اللجوء إلى القوة، وهي الدعوة التي تركت بواسل وحرائر المدينة يرفضون ويقسمون ان يموتوا تحت اسوراها مهما كانت النتائج، وبالفعل إمتدت شرارة غضب المستعمر الغاشم إلى قتل جنديين من الأربعة، ثم بتاريخ 04 ديسمبر1852، تحالف الجنرال وجوسف برايسي رفقة بوسكارين ولادمير وماريموش، بعد الإعلان عن حالة إستنفار وتسخير حشود عسكرية قدرت ب 7375 عسكري، إضافة إلى فرسان حمزة عميل فرنسا وسيدي الشيخ بـ 1200 بنواحي بريان من الجنوب، قاموا بمحاصرة المدينة، لتعلن إثرها حرب الأسلحة الكيماوية ووابل الذخيرة الحية، وكذا عمليات الحرق والتنكيل والتعذيب الجماعي، التي انتهت بسقوط مدينة الاغواط، بعد إستشهاد ثلثي السكان “2500 شهيد” من أصل 3500 ساكن، وكانت حصيلة  الإبادة مرشحة للزيادة، لولا تدخل الجنرال راندو واعترافه  الإنساني بان شجاعة الاغواطيين في الدفاع عن مدينتهم تجعلنا نتوقف إلى هذا الحد، خاصة بعدما سقط في اوساط العدو الغاشم الجنرال يوسكارين و10 من كبار الضباط الفرنسيين، وبقي حوالي 400 ساكن على قيد الحياة والبقية المقدرة بحوالي ألف هجرت المدينة.

### مجازر 8 ماي 1945
هي من أبشع العمليات التي قامت بها فرنسا في الجزائر

## مجازر 20 أوت1955
شنت فرنساحملة توقيف وقمع واسعة استهدفت الآلاف من المدنيين الجزائريين وأحرقت المشاتي وقصفت القرى جوا وبرا. وقامت الإدارة الفرنسية بتسليح الأوربيين، فشكلوا ميليشيات فاشية وعمدوا على الانتقام من المدنيين الجزائريين العزل. وارتكبت قوات الاحتلال مجزرة كبيرة في ملعب بسكيكدة، حيث حشر الآلاف من الرجال والنساء والأطفال والشيوخ، وأعدم العديد منهم.
وقد ذهب ضحية الحملة الانتقامية للسلطات الإستعمارية، العسكرية والمدنية والمليشيات الفاشية، ما يقارب الـ12000 جزائريا.

### قمع مظاهرات 11 ديسمبر 1960
خرج الجزائريون في مظاهرة سلمية يوم 11ديسمبر 1960 لتأكيد مبدأ تقرير المصير للشعب الجزائري ضد سياسة الجنرال شارل ديغول الرامية إلى الإبقاء على الجزائر جزءا من فرنسا في إطار فكرة الجزائر الجزائرية من جهة وضد موقف المعمرين الفرنسيين الذين مازالوا يحلمون بفكرة الجزائر فرنسية قامت السلطات الفرنسية بقمع هذه المظاهرات بوحشية مما أدى إلى سقوط العديد من الشهداء

### قمع مظاهرات 17 أكتوبر1961في باريس
حدثت في عهد رئيس الوزراء والتي راح ضحيتها أكثر من 300 متظاهرا من العمال الجزائريين الذين كانوا يتظاهرون بباريس للمطالبة بإنهاء الاستعمار الفرنسي للجزائر الذي امتد ما بين عامي 1830 و1962.

## القائمون بعمليات المحارق
عرفت أسماء من أمر بالقيام بهذه العمليات ضد الإنسانية مثل تبنى توماس روبير بيجو هذه السياسات الحربية المحرمة بعد توليه الحكم في الجزائر في 29 ديسمبر 1840 إلى 29 يونيو 1847 وشجع جنرالاته على انتهاج كل السبل القمعية والعنيفة لردع المقاومات وكان من بين رجاله:

### الكولونيل بيليسييه
لم يكن بيليسييه بالنسبة له أن الأمر يبدو خطأ بل كان عبارة عن منهج حربي لابد منه حيث لم يتوانى عن تنفيذ ما طلب منه من طرف قائده بيجو الذي راسله في ذلك الخصوص قائلا له بالحرف الواحد:
| جرائم فرنسا في الجزائر | إذا انسحب هؤلاء الأوغاد إلى كهوفهم دخنوا المداخل، عاملوهم كالثعالب | جرائم فرنسا في الجزائر |

بعد تنفيذه لجريمته البشعة بنجاح تلقى بيليسييه رسائل تهنئة تناشده المزيد من الانتصارات المماثلة حيث كان نص بعضها كما يلي:
رسالة حاكم سطيف الجنرال لويري داربوفيل (François Aimé Frédéric Loyré d'Arbouville):
| جرائم فرنسا في الجزائر | كل مسؤولياتك العسكرية التي أديتها في مغارات اولاد رياح تزيدك شرفا، وإني شخصيا لأباركها جملة وتفصيلا، ولا طالما خجلت من نفسي لأن الحظ لم يحالفني مثلك في هذه المهام | جرائم فرنسا في الجزائر |

و كتب إليه العقيد جرمان نيكولاس براهو (Germain Nicholas Brahaut) رئيس مكتب الدراسات التاريخية بوزارة الحربية:
| جرائم فرنسا في الجزائر | "ليس بإمكانك الشعور بالحسرة جراء الانتقادات التي وجهت إليك من طرف البعض من الرسميين السياسيين، إنه جزاء تضحياتك خلال سنوات إن حرق البرابرة العرب بالنسبة إلينا لهو من الضرورة بمكان، فهم لا يستحقون منا سوى الانتقام. وإن ما صدر في حقك من انتقادات أمر غير مقبول" | جرائم فرنسا في الجزائر |

و بعد مرور اثنتي عشرة سنة على المحرقة وبالتحديد عام 1857 كتب بيليسييه رسالة تحمل بوضوح توجه هذا الرجل فيما فعله إذ لم يبدو من حروفها انه قد ندم على فعلته حيث قال باستفزاز:
| جرائم فرنسا في الجزائر | إن جلد أحد طبولنا، هو أثمن من جلود كل هؤلاء البؤساء | جرائم فرنسا في الجزائر |

### القائد سنتارنو
قلد  سان أرنو زميله بيليسييه لكنه عاكسه في السرية حيث لم يكن ينفذ جرائمه أمام الملء حفاظا على السرية التامة إلى أن كشفت أعماله البشعة في حروف رسالته السرية إلى شقيقه وهو يشرح له فعلته بتفصيل قائلا له:
| جرائم فرنسا في الجزائر | أخي العزيز كنت أود أن أتحدث إليك بإسهاب عن خرجتي لكن الوقت لم يسعفني الحر والتعب نال مني لقد أمضيت 24ساعة فوق حصاني واسرد عليك بإيجاز ما جرى توجهت بثلاثة فيالق وقدتها بهدف مباغتة شريف بومعزة بحيث أرغمتهم ودفعت بهم على الفرار وفي نفس اليوم وخلال ذلك عاينت مغارات شعبة الابيار حيث وقفت عليها لها خمسة مخارج بحيث استقبلتنا قبيلة صبيح بطلقات نارية انتظرت خروجهم لكنهم لم يخرجوا وفي يوم 9 أوت بدأت الأعمال المحضرة حاولت أن أخرجهم لكن كان ردهم السب والشتم عند ذلك أشعلت النيران يومين كاملين 10و 11خرج واحد منهم طالبا من البقية الخروج إلا أنهم رفضوا قررت إغلاق كل المنافذ لتكون بذلك منطقة الابيار مقبرة كبيرة لهم ولأمثال هؤلاء العابثين بالأمل. | جرائم فرنسا في الجزائر |

و تعتبر هذه الرسالة الشخصية هي الوثيقة التاريخية الوحيدة الشاهدة على تلك الجريمة البشعة.

### الجنرال وجوسيف برايسي
هو قائد الهجوم الكميائي على سكان الأغواط بمساندة مع بوسكارين ولادمير وماريموش، بعد الإعلان عن حالة إستنفار وتسخير حشود عسكرية قدرت ب 7375 عسكري، إضافة إلى فرسان حمزة عميل فرنسا وسيدي الشيخ بـ 1200 بنواحي بريان من الجنوب والذي استعمل فيه وسائل حربية ممنوعة دوليا بعد أن اعتبر الضحايا فئران تجارب حيث اعترف  الكيميائي الفرنسي “أوكسينال بودانوس” بتلك الجريمة في مراسلة بعث بها إلى الماريشال فيالاتيه، قائد الأركان الفرنسية وقت ذاك، وعثر على الوثيقة على مستوى إدارة الأرشيف الفرنسي الخاص بالجزائر، والذي لا تزال باريس تعارض تسليمه بالكامل إلى مستعمرتها القديمة.
وسجّل “تيودور بان” في كتاب “رسائل عائلية”:
| جرائم فرنسا في الجزائر | المجزرة كانت فظيعة، ونابليون الثالث افتخر بحصار الأغواط | جرائم فرنسا في الجزائر |

## النتائج
كانت نتائج تلك الإبادات كارثية ولا يوجد عدد صحيح لمخلفات تلك الجرائم حيث تم عمدا تغليط المعلومات الصحيحة والحقيقية  حول مخلفات المحارق الفرنسية في الجزائر ولم تتوقف المحارق على هذه المناطق الثلاث بل كانت هناك مناطق أخرى غيبها الاستعمار عمدا في ذاكرة الإهمال والتجهيل لنقف أمام هذه الذي وصلتنا بشاعتها رغم محاولات الاستعمار مسحها هي الأخرى.
- محرقة الظهرة أحصى الفرنسيون 760 جثة فيما كانت الجثت المحروقة والملتصقة كليا تزيد عن 1000 جثة.
- محرقة الصبيح حوالي 1500شهيد.
- محرقة الأغواط حوالي  2500شهيدا من أصل 3500 ساكن.

## الإبادة في الرأي العام الفرنسي
تردد صدى هذه الجرائم عالميا ليضغط الرأي العام على وحشية فرنسا التي كافحت لتظليله وطمس الحقائق الذي كانت تظهر رغما عنها ففي رسالة لأحد الاسبان كان شاهدا على المحرقة كتب واصفا المجزرة بقوله:
كما اضطر وزير الحرب، المارشال سولت Jean-de-Dieu Soult، إلى التنصل من بيليسير في البداية حيث كتب إلى توماس روبير بيجو الحاكم العام للجزائر قائلا له:
| جرائم فرنسا في الجزائر | ان ما حدث شيء مؤسف ومؤلم حيث ترددت الاحداث المؤسفة في كل مكان ولا يمكنني تبرير هذه الحقيقة التي يبدو لي، في الواقع، من الصعب جدا تبريرها | جرائم فرنسا في الجزائر |

كما وجهت الصحف نقدا لاذعا لتلك العمليات وعلى رأسها صحيفة La Démocratie pacifique التي تبنت ردود فعل جد غاضبة عندما كتبت في إحدى مقالاتها:
تعتبر هذه المحارق أكثر الحلقات دموية في ما سوف يطلق المؤرخون «المدخنة» أو Enfumades d'Algérie.و تتكون هذه التقنية من اختطاف اللاجئين أو حبسهم في كهف ثم اشعال الحرائق امام المدخل التي تستهلك الأكسجين المتاح وتعبئة تجاويف الدخان ففي باريس  عندما فضح ما قام به «الخنق بالدخان» كهوف الظهرة في جنوب مستغانم وناي نجل المارشال ني بسؤال في مجلس الشيوخ فأجابه بيجو، الذي اعترف بالمسؤولية، وبرر أفعالة بمقولته:
| جرائم فرنسا في الجزائر | وهل لي أن أعتبر أن احترام القواعد الإنسانية تجعل الحرب في أفريقيا من المرجح أن يستمر إلى أجل غير مسمى | جرائم فرنسا في الجزائر |

لم تتوقف فرنسا هنا بل أعادت استخدام محارقها طوال قرن من الزمن حيث يؤكد أوليفييه غرانمايسون كورت Olivier Le Cour Grandmaison على أنه تم إعادة استخدام هذه الأساليب في الاعوام اللاحقة لتلك المحارق خلال الحرب في الجزائر (1956-1962)، واجه الجيش الفرنسي مرة أخرى جماعات متمردة لجأت إلى الكهوف المحصنة من القوات الجوية والمدفعية الفرنسية. وكثيرا ما قُتل المقاتلون المتمردون في ملجأهم بصواريخ أو صواريخ أطلقتها طائرات مسلحة أو طائرات هليكوبتر، ولم يتركوا أي فرصة للعدو للاستسلام. الفرق في القرن التاسع عشر هو أن الضحايا كانوا مقاتلين حصريين، دون نساء أو أطفال أو مسنين يرافقونهم.